# Ефстатіос Алонефтіс
Ефстатіос Алонефтіс (грец. Ευστάθιος Αλωνεύτης; нар. 29 березня 1983, Нікосія, Кіпр) — кіпріотський футболіст, лівий вінґер. Виступав за національну збірну Кіпру.

## Клубна кар'єра

### «Омонія» (Нікосія)
Народився в місті Нікосія. Футболом розпочав займатися в місцевій «Омонії». починав тренуватися з першою командою ще в сезоні 2000/01 років, але закріпився в першій команді лише в сезоні 2003/04 років. У складі «Омонії» ставав переможцем чемпіонату (2003), суперкубку (2001) та кубку Кіпру (2005).

### АЕЛ (Лариса)
22 червня 2005 року його контракт за 136 000 кіпріотських фунтів викупив лариський АЕЛ. Сезон 2006/07 виявився вдалим для Ефстасіса, а в січні 2007 року відправився на перегляд у «Квінз Парк Рейнджерс», але перехід так і не відбувся. Наприкінці того ж сезону вийшов на поле в стартовому складі в фіналі Кубку, а його команда перемогла «Панатинаїкос» з рахунком 2:1 і виграла трофей.

### «Енергі» (Котбус)
31 травня 2007 року німецький клуб «Енергі» (Котбус) оголосила про перехід Алофеніса вільним агентом за правилом Босмана, завдяки чому став першим кіпріотом, який виступав у Бундеслізі.

### Повернення до «Омонії»
28 червня 2008 року повернувся в «Омонію», з яким підписав 5-річний контракт. Він допоміг клубу виграти чемпіонат (2010), два кубки (2011, 2012) і один суперкубок (2010). 1 червня 2012 року домовився про розірвання контракту за згодою сторін.

### АПОЕЛ
8 червня 2012 року підписав 3-річний контракт з АПОЕЛом. Наприкінці сезону став переможцем чемпіонату, допоміг АПОЕЛу виграти Перший Кіпрський дивізіон 2012/13. Протягом сезону 2013/14 років виступав у п’яти матчах групового етапу Ліги Європи УЄФА 2013/14 за АПОЕЛ та допоміг виграти всі титули на Кіпрі, чемпіонату Кіпру, кубок Кіпру та суперкубок Кіпру.
26 серпня 2014 року вийшов на заміну на 61-й хвилині, а три хвилини забив по тому відзначився третім голом у перемжному (4:0) поєдинку раунду плей-оф Ліги чемпіонів УЄФА проти «Ольборга» з рахунком 4:0 у раунді плей-оф, завдяки чому допоміг клубу вийти до групового етапу вище вказаного турніру. У сезоні 2014/15 років йому вдалося поповнити свою колекцію ще двома титулами, оскільки АПОЕЛ знову виграв чемпіонат та кубок Кіпру.
2 березня 2017 року підписав продовження контракту з АПОЕЛом на один рік, до 31 травня 2018 року.

## Кар'єра в збірній
Виступав за національну збірну Кіпру, у футболці якої зіграв 60 матчів та відзначився 10-ма голами. Дебютував за збірну 30 березня 2005 року в поєдинку кваліфікації чемпіонату світу 2006 року проти Швейцарії. Першим голом за національну збірну відзначився 7 вересня 2005 року в поєдинку кваліфікації чемпіонату світу 2006 року проти Швейцарії.

### Забиті м'ячі
Рахунок та результат збірної Кіпру в таблиці вказано на першому місці.
| #  | Дата            | Місце                        | Суперник   | Рахунок | Результат | Змагання                            |
| -- | --------------- | ---------------------------- | ---------- | ------- | --------- | ----------------------------------- |
| 1  | 7 вересня 2005  | ГСП, Нікосія                 | Швейцарія  | 1–1     | 1–3       | кваліфікація чемпіонату світу 2006  |
| 2  | 24 березня 2007 | ГСП, Нікосія                 | Словаччина | 1–0     | 1–3       | кваліфікація чемпіонату Європи 2008 |
| 3  | 12 вересня 2007 | ГСП, Нікосія                 | Сан-Марино | 2–0     | 3–0       | кваліфікація чемпіонату Європи 2008 |
| 4  | 12 вересня 2007 | ГСП, Нікосія                 | Сан-Марино | 3–0     | 3–0       | кваліфікація чемпіонату Європи 2008 |
| 5  | 6 лютого 2008   | ГСП, Нікосія                 | Україна    | 1–0     | 1–1       | Товариський матч                    |
| 6  | 6 вересня 2008  | Антоніс Пападопулос, Ларнака | Італія     | 1–1     | 1–2       | кваліфікація чемпіонату світу 2010  |
| 7  | 10 жовтня 2009  | Антоніс Пападопулос, Ларнака | Болгарія   | 4–1     | 4–1       | кваліфікація чемпіонату світу 2010  |
| 8  | 3 вересня 2010  | Афонсу Енрікеш, Гімарайнш    | Португалія | 1–0     | 4–4       | кваліфікація чемпіонату Європи 2012 |
| 9  | 12 жовтня 2012  | Людські врт, Марибор         | Словенія   | 1–2     | 1–2       | кваліфікація чемпіонату світу 2014  |
| 10 | 16 жовтня 2012  | Антоніс Пападопулос, Ларнака | Норвегія   | 1–1     | 1–3       | кваліфікація чемпіонату світу 2014  |

## Досягнення
«Омонія»
- Перший дивізіон Кіпру
  -  Чемпіон (2): 2002/03, 2009/10

- Кубок Кіпру
  -  Володар (3): 2004/05, 2010/11, 2011/12

- Суперкубок Кіпру
  -  Володар (2): 2003, 2010

АЕЛ
- Кубок Греції
  -  Володар (1): 2006/07

АПОЕЛ
- Перший дивізіон Кіпру
  -  Чемпіон (7): 2012/13, 2013/14, 2014/15, 2015/16, 2016/17, 2017/18, 2018/19

- Кубок Кіпру
  -  Володар (3): 2013/14, 2014/15

- Суперкубок Кіпру
  -  Володар (1): 2013